# Sergio Canales
Sergio Canales, född 16 februari 1991 i Santander, Kantabrien, är en spansk fotbollsspelare (mittfältare) som spelar för mexikanska Monterrey.

## Karriär
Canales debuterade i moderklubben Racing Santander den 18 september 2008 i en match i UEFA-cupen. Den 12 februari 2010 meddelade Real Madrid på sin hemsida att man kommit överens med Racing Santander om en övergång och att man hade skrivit ett sexårskontrakt med Canales som börjar gälla den 1 juli 2010.
Canales bar nummer 16 på sin tröja i Real Madrid. Han debuterade i en träningsmatch mot mexikanska Club América den 5 augusti 2010 och gjorde Reals första mål, matchen slutade 3-2 till Real Madrid.
Efter ett sparsamt år av speltid lämnade Canales Real Madrid för spel för Valencia på lån i två säsonger.
Han blev sedan köpt av Real Sociedad i slutet av januari 2014.

## Nämnvärda meriter

### Real Madrid
- Copa del Rey: 2010/2011